# Pterodroma solandri
El petrel de Solander (Pterodroma solandri) es una especie de ave procelariforme de la familia Procellariidae que habita en el océano Pacífico. Solo cría en la isla de Lord Howe, a unos 800 km al este del continente australiano. Debe su nombre al botánico sueco Daniel Solander.

## Descripción
Mide unos 40 cm de largo. Su plumaje es de color gris oscuro bastante uniforme, con las zonas alrededor del pico blanquecinas y la parte inferior de las primarias blancas.

## Estado de conservación
En el pasado también era numeroso en la isla Norfolk, pero la población de allí desapareció a causa de los presos deportados a la isla que los cazaron para comérselos hasta exterminarlos. Aunque es un ave ágil y rápida en vuelo en el suelo es torpe y vulnerable al ataque de los depredadores. 
A pesar de que su población es relativamente numerosa se considera especie vulnerable porque está confinado para reproducirse en dos montañas y un pequeño islote, y por ello existe un gran riesgo de sufrir una catástrofe. Sus principales causas de muerte son la depredación por parte del rascón de la Lord Howe, también en peligro de extinción, y la inundación de sus madrigueras. Otras peligros son los ataques de las ratas y caer atrapado en las redes de pesca. Se estima que la actual población consta de unos 64.000 individuos.